# Ramaz Paliani
Ramaz Paliani –en ruso, Рамаз Палиани; en georgiano, რამაზ ფალიანი– (Mestia, URSS, 21 de agosto de 1973) es un deportista georgiano que compitió para Rusia y Turquía en boxeo.
Participó en tres Juegos Olímpicos de verano, obteniendo una medalla de bronce en Barcelona 1992, en el peso pluma, el quinto lugar en Atlanta 1996 y el quinto en Sídney 2000, en el mismo peso.
Ganó tres medallas en el Campeonato Mundial de Boxeo Aficionado entre los años 1993 y 2001, y cuatro medallas en el Campeonato Europeo de Boxeo Aficionado entre los años 1993 y 2000.
En noviembre de 2002 disputó su primera pelea como profesional. En su carrera profesional tuvo en total 16 combates, con un registro de 14 victorias, una derrota y un empate.

## Palmarés internacional
| Representando al Equipo Unificado |                          |                   |           |
| Juegos Olímpicos                  |                          |                   |           |
| Año                               | Lugar                    | Medalla           | Categoría |
| 1992                              | Barcelona (España)       | Medalla de bronce | 57 kg     |
| Representando a Georgia           |                          |                   |           |
| Campeonato Mundial                |                          |                   |           |
| Año                               | Lugar                    | Medalla           | Categoría |
| 1993                              | Tampere (Finlandia)      | Medalla de bronce | 57 kg     |
| Campeonato Europeo                |                          |                   |           |
| Año                               | Lugar                    | Medalla           | Categoría |
| 1993                              | Bursa (Turquía)          | Medalla de plata  | 57 kg     |
| Representando a Rusia             |                          |                   |           |
| Campeonato Europeo                |                          |                   |           |
| Año                               | Lugar                    | Medalla           | Categoría |
| 1996                              | Vejle (Dinamarca)        | Medalla de oro    | 57 kg     |
| Representando a Turquía           |                          |                   |           |
| Campeonato Mundial                |                          |                   |           |
| Año                               | Lugar                    | Medalla           | Categoría |
| 1999                              | Houston (Estados Unidos) | Medalla de bronce | 57 kg     |
| 2001                              | Belfast (Reino Unido)    | Medalla de oro    | 57 kg     |
| Campeonato Europeo                |                          |                   |           |
| Año                               | Lugar                    | Medalla           | Categoría |
| 1998                              | Minsk (Bielorrusia)      | Medalla de oro    | 57 kg     |
| 2000                              | Tampere (Finlandia)      | Medalla de oro    | 57 kg     |